# Berta de Sulzbach

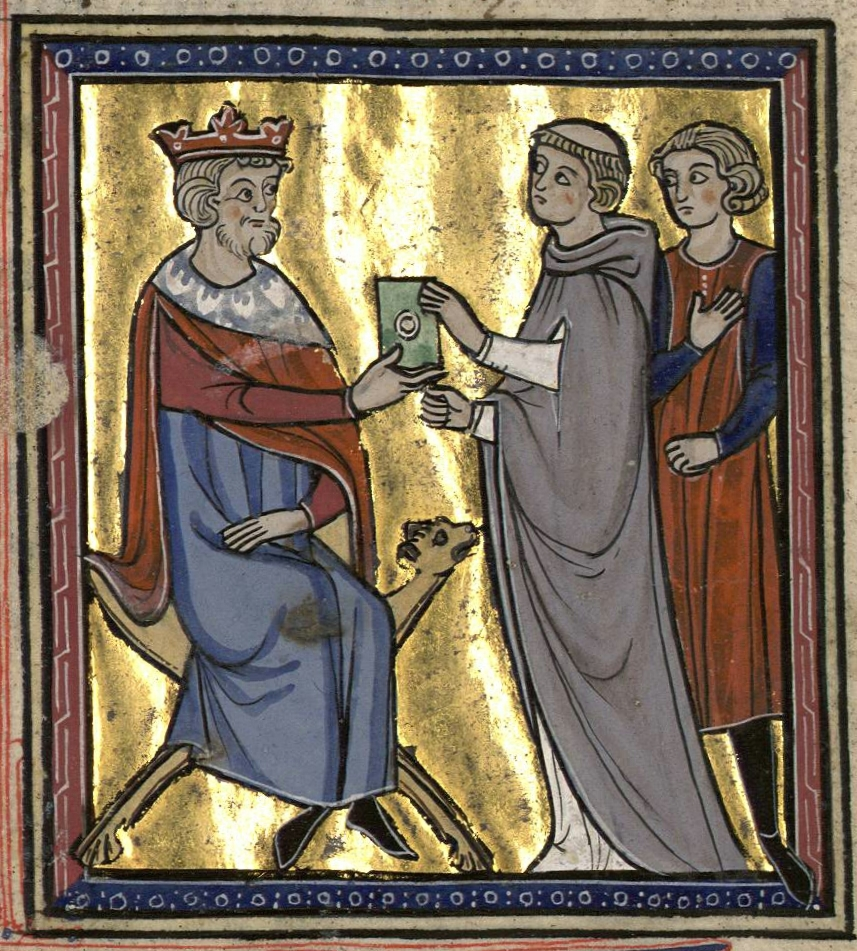
Imagem de Berta de Sulzbach

Berta de Sulzbach (Bertha; década de 1110 - 29 de agosto de 1159), rebatizada de Irene, foi a imperatriz-consorte bizantina entre 1146 e 1159, primeira esposa de Manuel I Comneno.

## Família
Berta nasceu em Sulzbach, filha de Berengar II de Sulzbach (r. c. 1080 - 3 de dezembro de 1125) com sua segunda esposa, Adelaide de Wolfratshausen. Em 1111, Berengar estava entre os nobres que compareceram à coroação de Henrique V. Ele foi mencionado nos documentos sobre a coroação entre os fiadores. Em 1120, ele aparece concedendo uma doação para o Principado Episcopal de Bamberga. Ele também é mencionado como fundador de Berchtesgaden, Baumburgo e co-fundador da Abadia de Kastl. Ele aparece também como um dos signatários da Concordata de Worms em 23 de setembro de 1122 e, três anos depois, em agosto de 1125, ele é novamente mencionado em documentos do imperador Lotário III, quatro meses antes de morrer.
A identidade de sua mãe foi revelada no "Kastler Reimchronik", Vers 525. Adelheid é mencionada em vários documentos do século XII como "condessa de Sulzbach", sem menção a Berengar. "De Fundatoribus Monasterii Diessenses" contém uma confusa genealogia de suas duas de suas filhas. Otto II, conde de Wolfratshausen, pai de Adelaide, aparece como pai de Richenza, "imperatriz" e "Maria, imperatriz dos gregos". Richenza era esposa de Lotário III. O autor do texto aparentemente confundiu-a com Gertrude de Sulzbach, esposa de Conrado III da Alemanha. Maria é provavelmente uma confusão com "Irene", o nome de batismo de Berta de Sulzbach, a esposa de Manuel I Comneno. Ambos eram, na realidade, netas de Oto e filhas de Berengar e Adelaide. E Gertrude era irmã de Berta.
Os irmãos conhecidos de Berta incluem:
- Gebardo III, conde de Sulzbach;
- Adelaide, abadessa de Niedernburg em Passau;
- Gertrude de Sulzbach, rainha alemã;
- Luitgarda, esposa de (i) Godofredo II de Lovaina e (ii) Hugo XII, conde de Dagsburgo e Metz;
- Matilda de Sulzbach, esposa de Engelberto III da Ístria.

Berengar II era filho de Gebardo II, conde de Sulzbach e Ermengarda de Rott. Ermengarda era filha de Cuno de Rott, fundador da Abadia de Rott, e de sua esposa Uta. Há uma teoria que identifica a mãe dela como filha de Frederico III, conde de Diessen. Porém, ela não foi ainda confirmada por fontes primárias. Ermengarda é mencionada como fundadora do mosteiro de Berchtesgaden. Há menção dela se casando duas vezes, mas a identidade de seu segundo marido é tema de disputa, sendo o candidato mais provável, Cuno de Horburgo.
Gebardo II é considerado o filho de Gebardo I, conde de Sulzabach, e primeira pessoa conhecida a ter este título, concedido em 28 de novembro de 1043, por Henrique III. Na carta de concessão, a mãe dele é mencionada como sendo uma "Adalheit". A obra "Genealogischen Tafeln zur mitteleuropäischen Geschichte" (1965–1967), por W. Wegener, identifica-a como sendo Adelaide de Susa. O pai seria, portanto, Hermano IV, uma teoria que tem conseguido apoio. Porém, Charles Cawley lembra que esta identificação colocaria o nascimento de Gebardo II por volta de 1037-1038 e, para que ele tivesse um neto na década de 1080, "seria necessária uma sucessão de noivos e noivas adolescentes, o que parece improvável". Wegener defende que a esposa de Gebardo I era a filha de Berengar, conde de Nordgau e sugere que Sulzach era parte de seu dote. Cawley considera que esta teoria só se sustenta para "a transmissão do nome Berengar para a família de seu marido". De outra forma, nenhuma conexão entre as duas famílias parece existir.

## Casamento e filhos
Emissários do imperador bizantino João II Comneno chegaram à Alemanha em busca de uma aliança contra Rogério II da Sicília. Para selá-la, eles exigiram que Conrado enviasse uma princesa de sua família como noiva para o filho do imperador, Manuel. Ao invés disso, Conrado enviou sua cunhada, Berta, e a mandou para a Grécia escoltada por Emicho von Leiningen, o bispo de Würzburg.
Quando Berta chegou à corte imperial em Constantinopla, o imperador João já havia morrido e Manuel já reinava. Ele prorrogou a cerimônia por três anos, até aproximadamente a data da Epifania de 1146, quando ela foi renomeada "Irene" (Εἰρήνη) - um nome bastante comum para princesas estrangeiras - e se tornou imperatriz. Para introduzi-la à cultura helenística que agora seria parte de sua vida, João Tzetzes escreveu sua "Alegorias sobre a Ilíada".
Berta (Irene) era conhecida por detestar a frivolidade da luxuosa corte bizantina; Basílio de Ácrida, o arcebispo de Tessalônica, a elogiou por sua modéstia e piedade, e Nicetas Coniates (53sq.) lembrou que ela não usava maquiagem. O patriarca Cosme II de Constantinopla, que fora acusado de heresia, teria supostamente amaldiçoado o útero de Irene em 1147 para evitar que ela tivesse filhos. Ela e Manuel tiveram, contudo, duas filhas:
- Maria Comnena (1152-1182), que não deve ser confundida com Maria Comnena, rainha de Jerusalém, de quem era parente), que se casou com Rainério de Monferrato.
- Ana Comnena  (1154–1158)

Irene morreu em Constantinopla em 1159. Relatos contam Manuel "rugiu feito um leão" de tristeza após a sua mrote, apesar de suas constantes infidelidades quando ela estava viva. Ele se casou em 1161 com Maria de Antioquia.